# Saint-Malo
St. Malo (Saint-Malo) je s svojim srednjeveškim jedrom in ozkimi tlakovanimi uličicami zanimivo pristaniško mesto in občina v severozahodni francoski regiji Bretanji, podprefektura departmaja Ille-et-Vilaine. Leta 2017 je mesto imelo 46.097 prebivalcev.

## Geografija
Mesto leži na desnem bregu estuarija reke Rance, tik ob njenem ustju. Stari, srednjeveški del mesta je obdan s širokim obzidjem, po katerem se je mogoče sprehajati in občudovati pogled na mesto in zaliv. Saint Malo je najpomembnejše pristanišče severne Bretanje in priljubljeno letovišče v poletnem času. V mestu živi 50.000 stalnih prebivalcev, toda v poletnem času naraste število na 200.000. Zelo zanimiv je velik razpon plimovanja. Pomladansko plimovanje je včasih visoko tudi več kot 15 m in morje se tedaj razlije preko nasipov.

## Uprava
Saint-Malo je sedež dveh kantonov:
- Kanton Saint-Malo 1 (del občine Saint-Malo, občini Cancale, La Gouesnière, Saint-Coulomb, Saint-Méloir-des-Ondes
- Kanton Saint-Malo 2 (del občine Saint-Malo, Dinard, Le Minihic-sur-Rance, Pleurtuit, La Richardais, Saint-Briac-sur-Mer, Saint-Jouan-des-Guérets, Saint-Lunaire

## Zgodovina
Saint-Malo je bil v srednjem veku utrjen otok na ustju reke Rance in je s tem nadziral celotni zaliv severno od njega. Utrdba Aleth južno od sedanjega središča mesta je nadzorovala dostope k reki že v predrimskem obdobju. Sodobni Saint-Malo izvira iz samostanske naselbine, ustanovljene od sv. Aarona in Brendana v zgodnjem 6. stoletju, samo ime pa je dobilo po nasledniku sv. Maloju.
V kasnejših stoletjih je postal razvpit po piratih. Proti koncu 16. stoletja je bila za kratek čas celo razglašena republika, poznana po sloganu "ne Francozi, ne Bretonci, ampak Malojci". V tem času so bile angleške ladje, če so hotele pluti skozi Rokavski preliv, primorane plačevati davek mestu, ki je s tem počasi obogatelo.
V njem je živel francoski raziskovalec Jacques Cartier (1491–1557), ki je plul po Reki sv. Lovrenca in obiskal ozemlje Quebeca in Montreala ter s tem bil priznan kot odkritelj Kanade. Od tam so bili tudi prvi kolonisti Falklandskih otokov iz 18. stoletja; špansko ime Islas Malvinas izhaja iz francoskega Îles Malouines.
Kraj je bil med drugo svetovno vojno močno poškodovan, vendar je bil po njej med letoma 1948–1960 zelo dobro obnovljen.

## Zanimivosti
- mestno obzidje (La Ville Intra-Muros),
- grobnica francoskega pisatelja Chateaubrianda na otoku Ile de Grand Bé,
- Stolnica sv. Vincenta Ferrerja,
- Akvarij, eden od glavnih akvarijev v Franciji,
- Petit Bé, kamnit otoček s trdnjavo iz leta 1667,
- Stolp Solidor v Saint-Servanu zgrajen med 1369 in 1382: stavba iz 14. stoletja, ki hrani zbirko dokumentov o zgodovini plovbe okoli rta Horn. Veliko maket, navtične instrumente in predmete, ki so jih jadralci prinesli s potovanj.

## Osebnosti
- Jacques Cartier (1491–1557), pomorščak, raziskovalec severne Amerike,
- Bertrand-François Mahé de La Bourdonnais (1699–1753), admiral, guverner Maskarenov,
- Julien Offray de La Mettrie (1709–1751), zdravnik, filozof.

## Mednarodne povezave
Saint-Malo ima uradne povezave (pobratena/sestrska mesta oz. mesta-dvojčki) z naslednjimi kraji po svetu:
- Port Louis, Mauricius (1999)
- Gaspé, Quebec, Kanada (2009)
- Saint-Malo, Quebec, Kanada
- St. Malo, Manitoba, Kanada
- Cowes, Isle of Wight, Združeno kraljestvo
- Gniezno, Poljska[6]

## Galerija
- Ulica v Saint-Malo
- Pogled iz obzidja na mesto
- "Fort National" iz Saint-Malo
- Vitraj v stolnici
- Obzidje
- Sveta družina, delo Jamesa Collinsona, 1878, ko je živel v Bretanji